# Onenightstand
Een onenightstand (van het Engelse one-night stand) of avontuurtje is een kortstondig, eenmalig seksueel contact tussen individuen, waarbij minstens een van de betrokkenen geen directe plannen heeft voor het vestigen van een seksuele verhouding op langere termijn.
Personen die aan een onenightstand deelnemen kennen elkaar meestal van tevoren niet of nauwelijks en nemen niet zelden slechts kort de tijd om elkaar te leren kennen alvorens ze tot seksuele handelingen overgaan. Het essentiële onderscheid tussen een onenightstand en andere seksrelaties is de verwachting of de bedoeling van de relatie. Het dagdeel waarop dit plaatsvindt is daarbij betrekkelijk irrelevant.
Onenightstands vinden soms ook plaats tussen personen die elkaar al langer kennen en geen relatie hebben, daar ook niet de intentie toe hebben, maar die door bepaalde omstandigheden toch tot een eenmalig seksueel contact komen.
Belangrijke elementen van een onenightstand kunnen zijn:
- Beide partners kennen elkaar vaak niet of nauwelijks, er is dus een grote mate van anonimiteit;
- Hoofddoel is samen seksueel genieten en niet het aanknopen van een relatie;
- In sommige gevallen kent men elkaar via internet of een contactadvertentie of -lijn en spreekt men van tevoren af seks te hebben. In dat geval is er sprake van een seksdate;
- Het is niet ongebruikelijk dat men elkaar na de seks zelden of niet meer terugziet.